# 561
561 foi um ano comum do século VI que teve início e terminou a um sábado, segundo o Calendário Juliano. A sua letra dominical foi B.
| Ano completo                   |
| ------------------------------ |
| Ano comum com início ao sábado |

## Eventos
- I Concílio de Braga: Durante o qual houve o ato solene da conversão ao cristianismo dos povos Suevos.
- Nasce o Reino da Austrásia, o Reino da Nêustria e o Reino da Borgonha com a divisão dos territórios deixados por Clóvis I.

## Mortes
- 4 de Março - Papa Pelágio I
- Clotário I - rei dos francos